# گرن توریسمو ۵ سرآغاز
گرن توریسمو ۵ دیباچه (ژاپنی: グランツーリスモ5 プロローグ هپبورن: Guran Tsūrisumo 5 Purorōgu) یک بازی ویدئویی در سبک شبیه‌سازی مسابقه‌ای است که توسط پولی‌فونی دیجیتال توسعه یافته و به‌وسیلهٔ سونی کامپیوتر انترتینمنت به‌طور انحصاری برای کنسول پلی‌استیشن ۳ منتشر شده‌است. این بازی به عنوان نسخهٔ کوتاه شده و پیش زمینه‌ای برای بازی گرن توریسمو ۵ و جایگزین گرن توریسمو اچ‌دی کانسپت به‌شمار می‌رود. این بازی برای اولین بار در ۱۳ دسامبر ۲۰۰۷ در ژاپن و به مناسبت دهمین سالگرد سری بازی‌های گرن توریسمو عرضه شد. گرن توریسمو ۵ سرآغاز از زمان انتشار توانسته ۵٫۳۵ میلیون نسخه در سراسر جهان به فروش برساند.